# István Szilágyi (Handballspieler)
István Szilágyi (* 6. Oktober 1950 in Trebišov) ist ein ungarischer Handballtrainer und ehemaliger Handballspieler. Sein jüngster Sohn Viktor ist Geschäftsführer des deutschen Handballrekordmeisters THW Kiel und ehemaliger österreichischer Nationalspieler, der älteste Sohn Zoltán ist Handballtrainer.

## Karriere
Der 1,83 m große István Szilágyi lief als Rückraumspieler 17 Jahre für den ungarischen Verein Ferencvárosi TC und zwei Jahre für Debreceni Dózsa SE auf. Im Jahr 1976 wurde er zu Ungarns Handballer des Jahres gewählt. Mit dem Klub aus Budapest blieb Szilágyi ohne Titel, im ungarischen Pokal unterlag er 1979 gegen Debrecen, im folgenden Jahr wurde die Mannschaft Vizemeister. Ab 1984 spielte und lebte er mit seiner Familie in Österreich.
Mit der ungarischen Nationalmannschaft nahm Szilágyi an den Olympischen Spielen 1976 in Montreal und an den Olympischen Spielen 1980 in Moskau teil. In Montreal erzielte er 15 Tore in fünf Einsätzen und erreichte mit Ungarn Rang 6. In Moskau waren es vier Treffer in drei Partien, Ungarn unterlag erst im Spiel um die Bronzemedaille gegen Rumänien. Bei der Weltmeisterschaft 1974 warf er fünf Tore in vier Spielen und belegte den 7. Platz, bei der Weltmeisterschaft 1978 15 Tore in sechs Spielen und belegte den 9. Platz und bei der Weltmeisterschaft 1982 elf Tore in sechs Spielen und belegte den 9. Platz.
Zwischen 1972 und 1983 bestritt Szilágyi 214 Länderspiele, in denen er 541 Tore erzielte.
Nach seiner Spielerlaufbahn wurde Szilágyi Trainer in Österreich bei Union St. Pölten, bei Union West-Wien, beim UHC Tulln und von 2007 bis 2013 beim UHK Krems, mit dem er den ÖHB-Cup 2009/10 gewann. Im Jahr 2013 kehrte der ehemalige Schulwart nach Ungarn zurück und übernahm den Trainer- und Sportdirektorposten beim Dabas KK, wo Zóltan die Handball-Akademie leitete.
Im Jahr 2019 verlieh die Stadt Dabas ihm den Sportpreis für seine Leistungen rund um den Handballverein.